# Xurshid Tojiboyev
Xurshid Tojiboyev (auch Khurshid Tadjibayev und Tajibayev; * 13. November 1989 in Jizzax) ist ein usbekischer Boxer.

## Karriere

### Amateur
2008 nahm Tojiboyev beim zweiten asiatischen Olympiaqualifikationsturnier in Astana teil und belegte hier den zweiten Platz im Bantamgewicht (bis 54 kg), womit er sich für die Olympischen Spiele 2008 in Peking qualifizierte. Hier schlug er im ersten Kampf Rustam Rahimov, Deutschland (11:2), und schied dann im Achtelfinale gegen den späteren Bronzemedaillengewinner Bruno Julie, Mauritius (16:4), aus.
Bei den Asienmeisterschaften 2009 in Zhuhai startete Tojiboyev im Federgewicht (bis 57 kg) und errang nach einer Finalniederlage gegen Wuttichai Masuk, Thailand (12:5), die Silbermedaille. Bei den Weltmeisterschaften im selben Jahr schied er im zweiten Kampf gegen Mehdi Ouatine, Marokko (14:7), aus.
2010 erreichte Tojiboyev bei den Asienspielen in Guangzhou das Halbfinale im Leichtgewicht (bis 60 kg) und schied in diesem gegen den Inder Vikas Krishan Yadav mit 7:0 Punkten aus, wodurch er eine Bronzemedaille gewann.

### World Series of Boxing
In der Saison 2011/2012 bestritt Tojiboyev zwei Kämpfe für Mexiko-Stadt, von denen er einen gewann. In den zwei folgenden Saisons bestritt er insgesamt vier Kämpfe für die Azerbaijan Baku Fires, von denen er zwei gewann.

### AIBA Pro Boxing (APB)
Seit dem Oktober 2014 startet Tojiboyev in dem neugegründeten Profibereich „APB“ des vom IOC anerkannten Weltverbandes AIBA. Im ersten Zyklus konnte Tojiboyev gegen Dmitri Poljanski, Robson Conceição und Charly Suarez gewinnen. Im Kampf um den Weltmeistertitel der APB stand er am 30. Januar Berik Äbdirachmanow gegenüber, dem er mit 3:0 Punktrichterstimmen unterlag. Im zweiten Zyklus gewann Tojiboyev gegen David Oliver Joyce und nochmals gegen Dmitri Poljanski, so dass er sich zum zweiten Mal für den Titelkampf der APB gegen Äbdirachmanow und somit auch für die Olympischen Spiele in Rio de Janeiro qualifizierte.

## Sonstiges
Tojiboyevs Vater war Direktor einer Schule und seine Mutter Lehrerin. Er besuchte bis 2003 eine Kinder- und Jugendsportschule in seiner Heimat.